# متیل آنترانیلات
متیل آنترانیلات (به انگلیسی: Methyl anthranilate) با فرمول شیمیایی C۸H۹NO۲ یک ترکیب شیمیایی است. که جرم مولی آن ۱۵۱٫۱۶۵ g/mol می‌باشد. 